# Aeterna Dei Sapientia
Aeterna Dei Sapientia – szósta encyklika papieża Jana XXIII sygnowana datą 11 listopada 1961 r.  o św. Leonie Wielkim, papieżu i doktorze Kościoła. 